# French Connection
|  | For filmen af samme navn, se The French Connection |
French Connection er en britisk producent af modetøj grundlagt i 1972, som har forhandlere og butikker i store dele af verden.
French Conncetion er kendt for siden april 1997 at have markedsført sit tøj under navnet fcuk. Ifølge selskabet er der tale om en forkortelse for French Connection United Kingdom, men grundet den slående lighed med bandeordet fuck har selskabets markedsføring givet anledning til adskillige kontroverser, hvilket French Connection ikke har været sen til at udnytte. Selskabet lancerede en populær T-shirt-kollektion påtrykt "fcuk this", "wanna fcuk?", "hot as fcuk", "mile high fcuk", "too busy to fcuk", "lucky fcuk", "Fun Comes Usually Kneeling", "fcuk on the beach" med flere. Da French Connection i 2001 åbnede en butik i San Francisco skete det også med store bannere på facaden med teksten "San Francisco's first fcuk." I USA har American Family Association krævet boykot af selskabets produkter.
Brugen af den kontroversielle forkortelse har også givet anledning til flere retssager. French Conncetion har blandt andet sagsøgt computerfirmaet First Consultants UK for dets brug af forkortelsen fcuk og fcuk.com, men det viste sig at domænet havde været registreret før French Connection havde registreret varemærket fcuk. Hos de britiske myndigheder er French Conncetion under øget observation; en række annoncer er blevet bandlyst, ligesom French Connection er blevet bedt om at indsende markedsføringsmateriale til forhåndsgodkendelse.
Selskabet har egne butikker over det meste af verden, og mange stormagasiner forhandler tøjet. I Danmark har French Conncetion haft en butik på Købmagergade samt en shop-in-shop i Illum i København, men begge lukkede under finanskrisen.